# UKS Gimbasket Wrocław
UKS Gimbasket Wrocław – męski klub koszykarski z Wrocławia, występujący w II lidze.

## Historia
Uczniowski Klub Sportowy Gimbasket powstał w 2004 roku. Działa przy Szkole Podstawowej UNISPORT i Liceum Sportowym „Gimbasket” we Wrocławiu.
Drużyna UKS Gimbasket Wrocław od sezonu 2015/2016 nieprzerwanie rywalizuje w II lidze męskiej w koszykówce.
W skład drużyny wchodzą głównie wychowankowie klubu oraz uczniowie Liceum Sportowego Gimbasket.

## Skład
Stan aktualny na sezon 2019/2020.
| Nr | Poz. | Nar.   | Nazwisko i imię       | Data urodzenia | Wzrost | Masa ciała |
| -- | ---- | ------ | --------------------- | -------------- | ------ | ---------- |
| 4  | SF   | Polska | Jakubowski, Mateusz   | 2001-02-24     | 187 cm |            |
| 5  | PG   | Polska | Sienkiewicz, Wojciech | 2001-09-22     | 187 cm |            |
| 6  | SG   | Polska | Włodarski, Marcel     | 2001-11-22     | 180 cm |            |
| 7  | SF   | Polska | Lewandowski, Mikołaj  | 2001-12-14     | 185 cm |            |
| 8  | PG   | Polska | Kościuk, Maciej       | 1994-11-08     | 181 cm |            |
| 9  | SG   | Polska | Zubik, Bartosz        | 1987-06-01     | 190 cm |            |
| 11 | SG   | Polska | Chwastyk, Rafał       | 1999-05-30     | 188 cm |            |
| 12 | C    | Polska | Kwiatkowski, Kacper   | 2001-02-13     | 196 cm |            |
| 13 | SF   | Polska | Rogoziński, Mateusz   | 1999-03-09     | 189 cm |            |
| 14 | C    | Polska | Busz, Michał          | 1999-03-23     | 203 cm |            |
| 15 | C    | Polska | Szeszycki, Maciej     | 1996-07-30     | 211 cm |            |
| 16 | PF   | Polska | Gałczyński, Paweł     | 1998-12-09     | 195 cm |            |

Trener:  Robert Kościuk
 Asystenci: Paweł Obuchowicz

## Byli zawodnicy
- Przemysław Wrona (wychowanek),[6]
- Rafał Malitka (wychowanek),[7]
- Michał Chalabala (grający trener),[8]

## Obcokrajowcy
- Luka Malakhau  (2016–2019)[9]